# Seven Kingdoms
Pour les articles homonymes, voir Seven Kingdoms (homonymie).
Seven Kingdoms est un jeu vidéo de stratégie temps réel développé par Enlight Software et publié par Interactive Magic le 30 novembre 1997. Le jeu se déroule dans un univers médiéval-fantastique dans lequel le joueur est à la tête d’un royaume d’une des sept nations disponibles dans le jeu que sont les Chinois, les Grecs, les Japonais, les Mayas, les Normands, les Perses et les Vikings. Le jeu s’éloigne du gameplay d’un jeu de stratégie en temps réel classique pour se concentrer sur le développement économique, la diplomatie et l’espionnage. En contrepartie, il met en revanche de côté l’aspect tactique des combats, sur lesquels le joueur n’a pas autant de contrôle que dans les autres jeux du genre. Il n’intègre pas de campagnes mais offre 23 scénarios indépendants et un système de génération aléatoires de cartes permettant de modifier les paramètres d’une partie, que ce soit en solo ou en multijoueur. À sa sortie, il fait l’objet de critiques très positives dans la presse spécialisée qui salue en particulier la profondeur et la complexité de son système de jeu et de sa gestion de l’économie, de la diplomatie et de l’espionnage. Son succès est cependant éclipsé par la sortie d'Age of Empires seulement un mois plus tôt. Il bénéficie d’une extension, Ancient Adversaries (1998), qui introduit des nouvelles factions (les Zoulous, les Egyptiens et les Moghols), scénarios et fonctionnalités. Il bénéficie également de deux suites : Seven Kingdoms II: The Fryhtan Wars et Seven Kingdoms: Conquest.

## Système de jeu
Seven Kingdoms est un jeu de stratégie en temps réel qui combine le gameplay de Warcraft II avec un système économique complexe dans la lignée de celui de Civilization. Il s’éloigne en effet du rythme effréné de la plupart des jeux du genre pour se focaliser sur le développement économique, avec notamment la prise en compte de l’entretien des troupes, des taxes, de la production et de la transformation des ressources et des échanges économique. En contrepartie, il met en revanche de côté l’aspect tactique des combats, sur lesquels le joueur n’a pas autant de contrôle que dans les autres jeux du genre.
Le joueur est à la tête d’un royaume et doit développer ses forces pour conquérir ceux de ses adversaires. À chaque royaume est associé une nationalité parmi les sept disponibles dans le jeu que sont les Chinois, les Grecs, les Japonais, les Mayas, les Normands, les Perses et les Vikings. Chaque nationalité possède des particularités. Leurs troupes de base utilisent en effet des armes différentes et chacune d’elles peut invoquer une entité spécifique, comme le phénix pour les Grecs ou le dragon pour les Normands. Le joueur dispose au départ d’un roi, d’un château et d’un village où résident ses premiers sujets. Pour collecter des ressources (argile, fer et cuivre), il doit d’abord s’emparer d’un dépôt de ressources, sur lesquels il peut ensuite construire une mine. Une fois construite, cette mine est reliée à son village, ce qui permet aux habitants de venir l’exploiter. Ce lien peut néanmoins être rompu par le joueur, afin d’empêcher ses sujets de s’y rendre et ainsi leur permettre de se focaliser sur d’autres activités. Pour transformer les matières premières ainsi collectées, le joueur peut ensuite construire différents types d’usines. Comme les mines, celles-ci sont reliées au village afin de permettre aux habitants de venir la faire fonctionner. Plus un sujet travaille dans une mine, une usine ou un centre de recherche, plus il monte en compétence dans un domaine donné (extraction, fabrication, recherche…) et plus il devient efficace dans cette tâche. Pour disposer plus rapidement d’ouvriers qualifiés, il peut également en recruter dans des tavernes, comme des mercenaires. En construisant un marché, le joueur peut ensuite vendre les produits fabriqués par ses usines afin de gagner de l’argent. À partir de ce marché, il peut également mettre en place des routes commerciales, par caravane ou transport maritime), avec les marchés ou les ports d’autres villages afin d’accroitre les échanges commerciaux et ainsi augmenter ses bénéfices,.
Outre les villages du joueur et de ses adversaires, la carte du monde est également occupée par des villages indépendants. Les habitants de ces derniers peuvent être d’une ou plusieurs nationalités, parmi les sept nationalités présentes dans le jeu. À ces villages est associé un taux de résistance à l’influence du joueur, que celui-ci doit réduire à zéro pour qu’ils lui prêtent allégeance. Pour cela, il peut employer la force, au risque de tuer de s’emparer d’un village dans lequel la plupart des habitants sont morts ou peu loyaux. Il peut également étendre son influence sur ces villages en construisant un fort, un marché et des usines à proximité afin d’amadouer ses habitants en améliorant leur qualité de vie. Lorsqu’un village lui prête allégeance, le joueur peut contrôler les liens qui le relient à ses bâtiments, mais aussi y lever des imports ou y recruter des troupes, au risque de diminuer la loyauté de ses habitants et de les voir se révolter. Pour mener des guerres contre ses adversaires, le joueur doit recruter des soldats au sein de la population de ses villages. En plus de leur coût initial, il doit ensuite payer les frais d’entretien de ses troupes, qui peuvent être couvert grâce aux taxes ou au commerce. L’efficacité de ces troupes dépend de plusieurs facteurs : la loyauté, la nationalité, la compétence et la présence d’un général. La loyauté détermine le risque de défection des troupes au cours des combats. La nationalité influe sur les caractéristiques de combat des unités, chaque nationalité étant spécialisée dans certains domaines. La compétence dépend de l’entrainement et de l’expérience au combat des troupes. Enfin, la présence d’un général influe sur l’organisation des troupes. Pour soutenir ses troupes, le joueur peut construire des machines de guerre comme les balistes ou les catapultes. Pour cela, il doit d’abord affecter des chercheurs à un bâtiment de recherche, pour découvrir de nouvelles machines, puis les construire dans ses usines d’armement.
Les relations entre le joueur, les villages indépendants et ses adversaires dépendent de sa réputation. Celle-ci augmente à intervalle régulier si le joueur ne commet pas d’acte répréhensible, comme les meurtres de civils ou les ruptures de traités. Une bonne réputation permet de favoriser les relations avec les villages indépendants, d’améliorer la loyauté des sujets et de faciliter les négociations avec les autres royaumes. Dix types de traités sont disponibles dans le jeu pour nouer des relations avec les autres royaumes. Il est ainsi possible de conclure des traités commerciaux ou d’alliance, de réclamer des tributs, d’imposer des embargos commerciaux ou militaires, de conclure des pactes de non-agression, de demander de l'aide, d'échanger ou de prêter des technologies et de déclarer une guerre. Il est également possible de recruter des espions pour infiltrer le camp adverse ou jouer un double jeu. Dans le premier cas, l’espion obéit directement au joueur et peut mener des missions d’assassinats ou de sabotage, ou simplement semer la discorde dans les rangs adverses. Dans le second cas, l’espion échappe au contrôle du joueur et attend son heure avant d’agir pour capturer des bâtiments, être promu général et démoraliser une garnison, ou même devenir roi d’un royaume pour le livrer au joueur,,.
Seven Kingdoms ne propose pas de campagne mais offre 23 scénarios différents, ainsi qu’un système de génération aléatoires de cartes qui permet de paramétré entièrement une partie, incluant les conditions de victoires, la quantité de ressource ou l’agressivité des villages indépendants. Il peut être jouer seul contre l'intelligence artificielle du jeu ou en multijoueur en réseau local, par modem ou sur internet,.

## Développement et publication
Seven Kingdoms est conçu par Trevor Chan (en) et développé par Enlight Studios. Il est publié par Interactive Magic en novembre 1997.

## Extension
Seven Kingdoms bénéficie d'une extension, baptisée Ancient Adversaries et publiée au format stand-alone par Interactive Magic en 1998. Celle-ci introduit trois factions supplémentaires (les Zoulous, les Egyptiens et les Moghols) avec chacune leur divinité, ainsi que de nouvelles créatures et technologies. Elle ajoute également de nouveaux scénarios et de nouvelles fonctionnalités, permettant par exemple de donner des ordres aux unités lorsque le jeu est en pause.

## Accueil
| Seven Kingdoms        |      |       |
| Média                 | Pays | Notes |
| Computer Gaming World | US   | 4/5   |
| Cyber Stratège        | FR   | 4.5/5 |
| GameSpot              | US   | 90 %  |
| Gen4                  | FR   | 4/6   |
| Joystick              | FR   | 86 %  |
| PC Gamer UK           | GB   | 75 %  |
| PC Zone               | US   | 68 %  |

À sa sortie, Seven Kingdoms fait l’objet d’une critique très positive de Elliot Chin dans le magazine Computer Gaming World qui juge que, comme le précédent jeu de Trevor Chan (en), Capitalism, il est « complexe », « stimulant » et difficile à maitriser mais qu’il a l’avantage d’être « plus amusant et sympathique » que ce dernier. Il estime en effet qu’il bénéficie d’un système de jeu d’une profondeur et d’une complexité « incroyable » qui, contrairement à la plupart des jeux de stratégie en temps réel, ne se focalise pas uniquement sur la production de troupes et les combats. Il fait ainsi l’éloge de la complexité de son système économique, qui offre d’après lui plus de profondeur que ceux, très abstrait, de Age of Empires ou Civilization. Il salue ensuite son système d’espionnage « sophistiqué » et « plus réussi que dans n’importe quel autre jeu de stratégie », ainsi que sa gestion de la diplomatie « impressionnante » avec ses nombreuses options. Il souligne enfin la qualité de son intelligence artificielle qu’il juge assez « brillante », notamment dans son utilisation « astucieuse » des espions. S’il estime que son gameplay est d’une profondeur « merveilleuse », il juge que le jeu souffre néanmoins de quelques défauts. Il cite notamment son interface peu pratique qui, combiné avec sa complexité, le rend un peu « lourd » et plus « difficile à maitriser » que beaucoup de jeu 4X. Il déplore également le manque de variété des unités, avec notamment l’absence de cavalerie, avant de conclure que si Seven Kingdoms n’est pas destiné à n’importe qui, il est fortement recommandé à tous les joueurs qui apprécie les jeux de stratégie complexes. Dans le magazine Gen4, le journaliste Luc-Santiago Rodriguez est lui aussi très enthousiaste. Il juge en effet qu’il n’est « pas une simple clone d’Age of Empires » mais qu’il est au contraire doté d’une « vraie personnalité » grâce à l’accent qu’il met sur l’économie, l’espionnage et la diplomatie plutôt que sur les combats. Sur le plan technique, il déplore ses graphismes « un peu ternes » et la ressemblance entre les différentes unités mais salue son intelligence artificielle « soignée » en expliquant que l’ordinateur peu adopter des « comportements très intéressant » et qu’il « agit de manière redoutable et ingrate ». En conclusion, il le juge « très divertissant » et riche d’un système de jeu « original et complexe » même s’il regrette le peu d’unités militaires disponibles et l’absence de magie. Seven Kingdoms est également salué par le journaliste de Joystick. Celui-ci déplore tout d’abord son aspect visuel avec ses graphismes « moches », ses textures « pauvres » et ses « animations pratiquement inexistantes ». Il ajoute cependant que l’intérêt du jeu n’est pas là, mais plutôt dans la richesse des stratégies qu’il permet d’échafauder, qui ne se limitent pas à l’aspect militaire et concerne aussi l’économie, l’espionnage et la diplomatie. Il juge ainsi qu’il constitue « une révolution » en matière de jeu de stratégie en expliquant que si d’autres jeux de ce type, comme Civilization, prennent en compte l’aspect politique des conflits, « aucun ne donne autant d’importance à l’espionnage, au contre-espionnage et à l’influence économique ». Il salue également son « interface soignée », qui permet au jeu d’être « accessible » malgré sa complexité, avant de conclure qu’il constitue « un jeu à part », qui trouve ton son intérêt en réseau et qui « ne laissera personne indifférent ».
Rétrospectivement, le journaliste Richard Moss du site Ars Technica juge que sorti un mois après Age of Empires, Seven Kingdoms passe relativement inaperçu malgré une profondeur stratégique bien plus importante que la plupart des jeux de stratégie en temps réel de l’époque. Il note en effet qu’il s’éloigne du rythme effréné de la plupart des jeux du genre pour se focaliser sur le développement économique, avec notamment la prise en compte de l’entretien des troupes, des taxes, de la production et de la transformation des ressources et d’échanges économique. Il ajoute qu’il propose un système de commerce plus complexe que celui d’Age of Empires avec notamment la nécessité de rechercher les routes les plus rentables pour les caravanes et d’en assurer la sécurité. Il explique qu’en contrepartie de la profondeur de son système économique, il met en revanche de côté l’aspect tactique des combats sur lesquels le joueur n’a pas vraiment de contrôle.

## Postérité
Seven Kingdoms bénéficie de deux suite : Seven Kingdoms II: The Fryhtan Wars (1999) et Seven Kingdoms: Conquest (2008). La première se différencie du jeu original principalement par l’ajout d’une nouvelle race jouable, les Fryhtans, dont les mécanismes de jeu sont totalement différents de ceux des différentes nationalités humaines,.